# Principe de personnalité des peines
Le principe de personnalité des peines est le principe de droit pénal selon lequel on ne peut condamner une personne pour un fait punissable qu'elle n'a pas elle-même commis. Autrement dit, une personne ne peut être punie en raison d'une infraction commise par une autre personne.
Ce principe admet quelques rares exceptions. On parle alors de responsabilité pénale du fait d'autrui : responsabilité pénale indirecte du fait d'autrui (essentiellement pour le paiement des amendes), et responsabilité pénale directe du fait d'autrui.

## En droit français
Dans sa décision n° 99-411 DC du 16 juin 1999, le Conseil constitutionnel français définit le principe de personnalité des peines comme une notion issue des articles 8 et 9 Déclaration des droits de l'homme et du citoyen de 1789 selon laquelle « nul n'est punissable que de son propre fait ».
Cependant ce principe est appliqué avec « une relative souplesse » : ainsi, une sanction financière peut être appliquée à une société ayant absorbé la société ayant commis la faute.